# Militärgefängnis Bagram

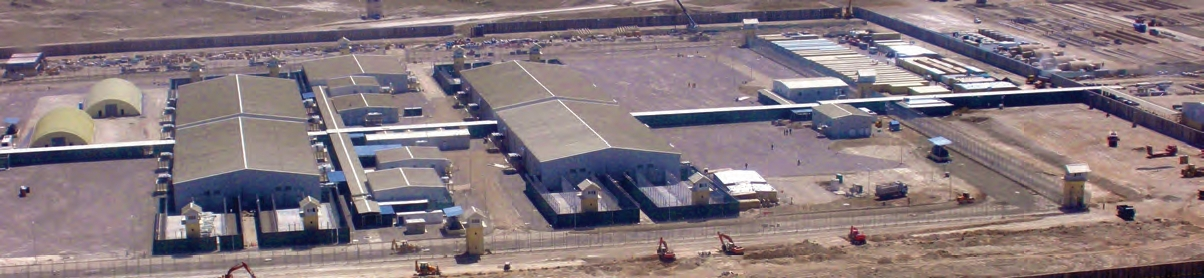
Luftbild vom Militärgefängnis Bagram 2009.

Das Militärgefängnis Bagram, offiziell Bagram Theater Internment Facility sowie früher Bagram Collection Point genannt, war das primäre Internierungslager der Streitkräfte der Vereinigten Staaten in Afghanistan. Die Einrichtung lag innerhalb der Bagram Air Base, dem Hauptquartier der amerikanischen Streitkräfte in Afghanistan. Dort wurden rund 600 tatsächliche oder mutmaßliche Terroristen als feindliche Kämpfer gefangen gehalten und verhört – ohne eines Verbrechens angeklagt worden zu sein.
Die New York Times berichtete wiederholt von Misshandlungen und Folter in diesem Lager. Im Dezember 2002 waren zwei Insassen nach tagelangen Misshandlungen und Folter durch US-Militärs gestorben. Mitte 2008 kam das US-amerikanische Medienunternehmen McClatchy Newspapers nach 8-monatigen Erhebungen zum Schluss, dass das Internierungslager nach dessen Eröffnung für mindestens 20 Monate ein Hort „brutaler, sadistischer Gewalt“ gewesen sei. Die Zustände im Lager sollen wesentlich schlechter als in Guantánamo gewesen sein.
Ende November 2009 wurde mit der Verlegung der Gefangenen in einen auf dem Gelände neu errichteten Gefängniskomplex begonnen. Dieser konnte am 15. November 2009 erstmals von Journalisten besichtigt werden, was bei den alten Gefängnistrakten niemals möglich war, da sie generell von der Öffentlichkeit völlig abgeschottet wurden.
Die Gefangenen hatten dennoch keinen Zugang zu Anwälten und nach Ansicht der US-Regierung kein Recht, ihre Inhaftierung vor einem Gericht anzufechten.

## Allgemeines
Kurz nach den Terroranschlägen vom 11. September 2001 begann die Regierung der Vereinigten Staaten (von 2001 bis 2009 die Bush-Regierung unter George W. Bush) den Krieg in Afghanistan seit 2001. Sie und ihre Verbündeten verfolgten dabei (nach offiziellen Angaben) das Ziel, die seit 1996 herrschende Taliban-Regierung zu stürzen und die Terrororganisation al-Qaida zu bekämpfen. Letztere wurden für die Terroranschläge verantwortlich gemacht. Die USA rechneten anfänglich mit einer relativ kurzen Intervention.
Das Lager Bagram, Anfang 2002 als Provisorium eingerichtet, fungierte in den ersten Jahren als eine Art Durchlaufstation. In Militärkreisen spricht man auch von einem sogenannten screening point. Das Wort screening bedeutet übersetzt in etwa durchleuchten, selektieren, aussieben oder klassifizieren. Für die Amerikaner war Bagram die wichtigste Einrichtung dieser Art in der Region. Die US Army brachte den überwiegenden Teil der von ihnen in Afghanistan oder Pakistan festgenommenen Personen erst einmal dorthin. Ein großer Teil der Insassen wurde von dort dann nach Guantánamo überstellt. Auch von der CIA im Rahmen ihres rendition program entführte Personen wurden teilweise durch Bagram geschleust, bevor sie in CIA-Geheimgefängnissen landeten.
Von 2005 bis 2009 hatte sich die Anzahl der Gefangenen in Bagram fast versechsfacht. Als Gründe dafür nannte die New York Times zum einen den eskalierenden Krieg in der Region und zum anderen, dass die Regierung Bush im September 2004 den Weitertransport von Insassen nach Guantánamo gestoppt hatte. Während die Anzahl der Gefangenen in Guantánamo also von etwa 600 auf 245 im Januar 2009 sank, stieg im gleichen Zeitraum deren Anzahl in Bagram auf 600 an. Anfang 2008 war sogar von geschätzten 630 Insassen die Rede, die Zahl hatte sich aber danach wieder bei etwa 600 eingependelt.
Nach offiziellen Angaben waren die meisten Insassen Afghanen. Die meisten von ihnen waren bei Kämpfen oder bei Razzien festgenommen worden und standen unter Verdacht, Taliban-Kämpfer zu sein. Bei etwa 30 Insassen handelte es sich um Angehörige anderer Staaten.

## Zustand der Quartiere
Die Zustände im Lager sollen wesentlich schlechter als in Guantánamo sein, so werden die Gefangenen in alten Flugzeughangars untergebracht. Dort werden sie angeblich im Dutzend in großen von Stacheldraht umzäunten Gehegen festgehalten, als Schlafquartiere dienen laut Angaben der New York Times Isomatten auf dem Boden. Die Zeitung schreibt weiter, dass bis zum Jahr 2005 die sanitären Einrichtungen mangelhaft beziehungsweise nicht vorhanden waren. So mussten die Gefangenen oft ihre Notdurft in Plastikeimern verrichten. Bevor Anfang 2006 kleinere Verbesserungen durchgeführt worden sind, haben die Gefangenen nur wenig Tageslicht gesehen, abgesehen von kurzen Austritten in einen kleinen Hof. Trotz inzwischen durchgeführten kleineren Umbauten beschreibt die New York Times in einem Artikel vom Januar 2008 die Zellen nach wie vor als große Drahtgehege. Es wurde auch berichtet, dass Personen teilweise in Isolationshaft gehalten werden.

## Misshandlungen mit zwei Todesfällen

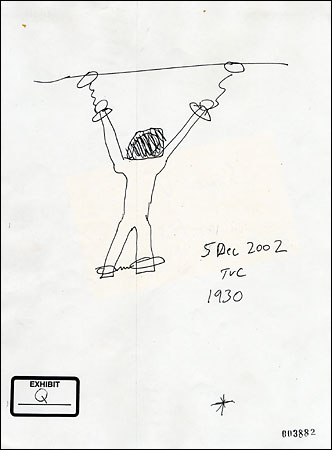
Dilawar, ein Häftling gestorben nach stundenlangen Misshandlungen durch US-Militärs (2002).
Die Skizze, gezeichnet von Thomas V. Curtis, einem ehemaligen Sergeant der US-Army, zeigt, wie er mit den Händen an der Decke aufgehängt wurde.

Als im Jahr 2002 die ersten Gefangenen in Bagram inhaftiert waren, wurden „rauhe Verhörmethoden“ und Schlafentzug routinemäßig praktiziert. Im Dezember 2002 sind zwei afghanische Insassen ums Leben gekommen, nachdem sie von US-Soldaten tagelang misshandelt, gefoltert und mit ihren Händen an der Decke ihrer Isolationszellen aufgehängt worden waren. Dieser Vorfall wurde erst im Mai 2005 öffentlich bekannt, als es der New York Times gelang, eine Kopie eines fast 2000-seitigen geheimen Untersuchungsberichtes zu erhalten. Einer der beiden Männer war ein Taxifahrer namens Dilawar, er wurde mit seinem Wagen neben einer US-Basis aufgegriffen und verdächtigt ein Kurier der al-Qaida zu sein. Sein Fall wurde später in dem US-amerikanischen Dokumentarfilm Taxi zur Hölle verfilmt. Der Film basiert auf Interviews mit beteiligten US-Soldaten und Gefangenen. Auch Gefangene, die später nach Guantánamo verlegt worden sind, berichten von schweren Misshandlungen und Folter bei Verhören.
Mitte 2008 kam das US-amerikanische Medienunternehmen McClatchy Newspapers nach 8-monatigen Erhebungen zum Schluss, dass das Internierungslager nach dessen Eröffnung für mindestens 20 Monate ein Hort „brutaler, sadistischer Gewalt“ gewesen sei. Bei den Untersuchungen wurden unter anderem 66 ehemalige Guantanamo-Insassen, von denen 41 zuvor in Bagram inhaftiert waren, interviewt. Davon gaben 28 Personen an, misshandelt worden zu sein. McClatchy hebt hervor, dass diese ehemaligen Insassen zu unterschiedlichen Zeiten inhaftiert waren und unterschiedliche Sprachen sprachen. Die Journalisten bereisten elf verschiedene Staaten um diese Interviews durchführen zu können.
Seit 2003 sollen sich nach Angaben der New York Times die Behandlungsmethoden deutlich gebessert haben. Menschenrechtsorganisationen würden behaupten, dass seit damals Berichte über Misshandlungen stetig abgenommen hätten.
Im Juni 2009 gab BBC News jedoch bekannt, von 27 befragten ehemaligen Gefangenen hätten 25 von ihnen bei Interviews angegeben misshandelt worden zu sein, wobei die Misshandlungen weniger schwerwiegend als in den Jahren zuvor waren. Die Befragten waren zu unterschiedlichen Zeiten zwischen 2002 und 2008 inhaftiert. Das Pentagon wies diese Vorwürfe zurück und verlautbarte, die Gefangenen würden human behandelt werden.
Das Lager wird vom Militär abgeschottet, Journalisten und humanitären Organisationen mit Ausnahme des Internationalen Komitees des Roten Kreuzes wird der Zutritt verwehrt.

## Inspektionen durch das Rote Kreuz
Seit Januar 2002 inspiziert das Internationale Komitee vom Roten Kreuz (IKRK) das Internierungslager in Bagram. Es ist die einzige nichtstaatliche Organisation, der erlaubt wird, das Lager zu betreten. Das IKRK gibt jedoch keine Informationen über die Zustände im Lager öffentlich bekannt.
Im Sommer 2007 wurden dennoch Informationen bekannt, die in einem vertraulichen Dokument standen. Laut Angaben der New York Times schreibt darin das IKRK, dass dutzende Insassen bewusst von seinen Inspektoren ferngehalten wurden, dies über einen Zeitraum von einigen Wochen oder gar Monaten. Demnach wurden diese Personen in einem separaten Zellblock in Isolationshaft gehalten, über dessen Existenz das IKRK nicht informiert wurde. Manchmal sollen die dort untergebrachten Gefangenen unter Verletzung der Genfer Konventionen misshandelt worden sein. Eine Sprecherin des Verteidigungsministeriums der Vereinigten Staaten lehnte es ab diesen Bericht zu kommentieren, sie verwies auf die Vertraulichkeit der Kommunikation mit dem IKRK.
Die Pentagon-Sprecherin sagte außerdem, das IKRK habe Zugriff zu allen Festgenommenen des Verteidigungsministeriums, nachdem sie als solche offiziell registriert worden sind. Das Militär bemühe sich, die Personen nach ihrem Ergreifen so bald wie möglich zu registrieren. Dies geschehe im Normalfall innerhalb von zwei Wochen. Manchmal dauere es aber auch länger, fügte die Sprecherin hinzu.
Am 13. Dezember 2007 gab der Operationsleiter des IKRK zu, dass nicht alle Zellen und Gefangene den Inspektoren zugänglich gemacht wurden.
Seit Anfang 2008 hat das IKRK nach eigenen Angaben auch Zutritt zu einigen Gefangenenlagern im afghanischen Kriegsgebiet. Sehr oft werden Personen zuerst dort gefangen gehalten, bevor sie nach Bagram gebracht werden.

## Deutsche Ermittlungen in Bagram
Aus einem Schreiben des Bundeskriminalamtes (BKA) vom Oktober 2004 ging hervor, dass damals ein deutscher ISAF-Stabsoffizier Verbindungsaufgaben auf der Basis wahrgenommen hat. Demnach bestand seit 2003 eine Genehmigung um „in Bagram inhaftierte terrorverdächtige Personen wie auch deren Vernehmer im begründeten Einzelfall unmittelbar befragen zu können“. In einer Pressemitteilung des BKA vom 7. Juli 2006 wurde verlautbart, das BKA habe von dieser Möglichkeit niemals Gebrauch gemacht. Auch zukünftig sei dies nicht vorgesehen.

## Rechtliche Grundlagen

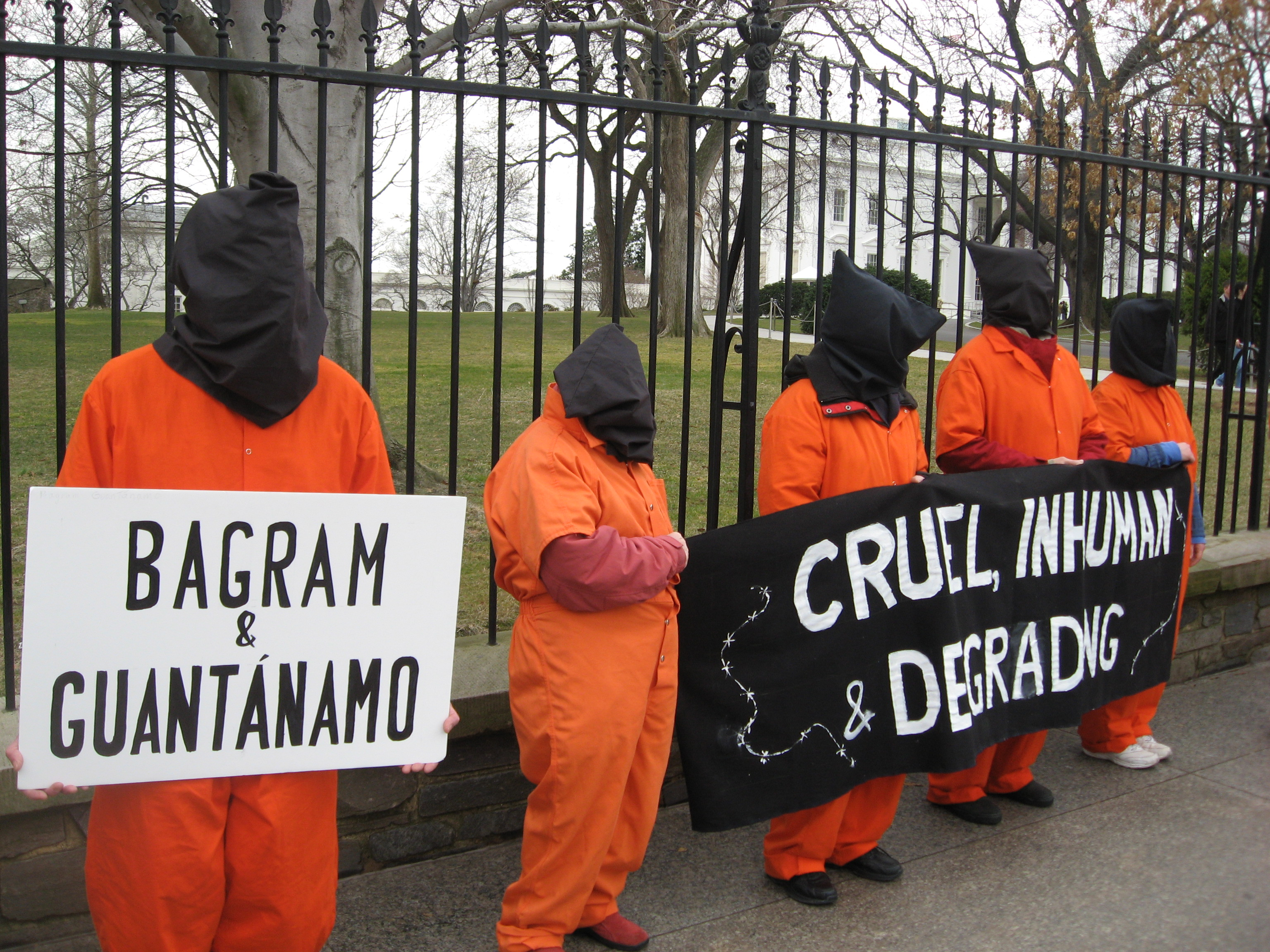
Proteste gegen die Gefangenenlager in Guantánamo und bei Bagram vor dem Weißen Haus (Februar 2009)

Die Regierung unter George W. Bush verweigerte den Insassen die Rechte Kriegsgefangener, stattdessen wurden die Insassen als enemy combatants (feindliche Kämpfer) klassifiziert, die nach Ansicht der US-Regierung ohne Anklage und auf unbegrenzte Zeit festgehalten werden können. Manche Gefangene sind auf dieser Grundlage bereits seit über fünf Jahren ohne Anklage in Bagram eingesperrt. Nach Ansicht der US-Regierung haben sie kein Recht, ihre Festnahme vor einem Gericht anzufechten.
Im Vergleich zu Guantánamo haben die Insassen in Bagram weniger Rechte, wobei sie ab Ende 2009 bessere Möglichkeiten zur Darlegung ihrer möglichen Unschuld haben sollen, jedoch weiterhin ohne Zugang zu Anwälten. Über Freilassung oder weiteren Verbleib entscheiden Militärkommissionen, bei deren Verfahren die Gefangenen in der Vergangenheit gar nicht involviert waren. So erfuhren sie weder wofür sie beschuldigt wurden noch hatten sie die Möglichkeit sich vor der Kommission in irgendeiner Weise zu rechtfertigen. Teilweise wurde auch die weitere Gefangenschaft von Insassen bereits nach Einsichtnahme von Dokumenten angeordnet, ohne dass die Insassen erneut begutachtet worden wären.
US-Präsident Barack Obama beauftragte kurz nach seinem Amtsantritt im Januar 2009 eine Untersuchungskommission, die den Auftrag hatte, mögliche Lösungsvorschläge auszuarbeiten. Am 20. Februar 2009 gab das Justizministerium der Vereinigten Staaten bekannt, die Regierung werde zumindest vorerst an der alten, von George W. Bush vorgegebenen Linie festhalten.
John D. Bates, ein Richter eines US-Bezirksgerichts, entschied am 2. April 2009 in drei anhängigen Einzelverfahren, dass diese drei Gefangenen in Bagram gleich zu behandeln seien wie jene in Guantánamo Bay. Somit haben sie nach einem Urteil des Supreme Court vom Jahr 2008 das Recht, ihre Gefangennahme vor einem US-Gericht anzufechten. Laut den Gerichtsdokumenten wurde den Personen dieses Recht nur zugestanden, weil sie nicht-afghanische Staatsbürger sind, im Ausland festgenommen wurden und außerdem schon mehrere Jahre ohne Anklage in Bagram einsitzen. Einem anderen Insassen mit afghanischer Staatsbürgerschaft, der ebenfalls geklagt hatte, wurde das Recht auf einen Prozess verwehrt. Laut Gerichtsbeschluss müsse künftig diese Entscheidung in jedem Fall individuell getroffen werden.
Im September 2009 hieß es, die US-Regierung wolle den Gefangenen mehr Rechte zugestehen. So solle künftig jedem Insassen ein Betreuer aus den Reihen des Militärs zugewiesen werden. Diese seien zwar keine Anwälte, hätten jedoch erstmals das Recht, Beweismittel zu sichern sowie Zeugenaussagen zu erfassen. Sie hätten außerdem Zugriff auf als geheim klassifizierte Informationen. Somit soll es den Inhaftierten erleichtert werden, Beweise für ihre Unschuld zu sammeln, die dann bei den Entscheidungen der Militärkommission berücksichtigt werden sollen. Die Maßnahmen wurden von Human Rights First und einer für Bagram-Insassen tätigen Anwältin als Verbesserung bezeichnet. Gleichzeitig äußerten sie jedoch Zweifel, ob sich dadurch wirklich die Situation für die Gefangenen verbessern würde.

## Häftlingsübergabe an afghanische Behörden
Nach einigen Verzögerungen haben die USA im April 2007 damit begonnen, Insassen aus Bagram an afghanische Behörden zu übergeben. Für diesen Zweck haben die Vereinigten Staaten beim Pul-e-Charkhi-Gefängnis einen baufälligen Gefängnistrakt modernisieren lassen. Von US-Militärs ausgebildete afghanische Soldaten bewachen diese außerhalb von Kabul liegende Einrichtung. Anstatt wie ursprünglich geplant zwei Insassen in jeweils eine Zelle einzuquartieren, wurde entschieden, nur einen Insassen pro Zelle zuzuweisen. Daher reduzierte sich die ursprünglich geplante Kapazität auf 330 Personen.
Nach Angaben des US-Verteidigungsministeriums übergab das US-Militär aus Bagram seit 2007 monatlich etwa 20 bis 30 Insassen an dieses Gefängnis. Bis zum Januar 2009 wurden insgesamt bereits mehr als 500 Personen an diese Einrichtung überstellt.
Zu Beginn des Jahres 2008 gaben die USA offiziell zu, dass diese neue Einrichtung nicht in der Lage sei, alle Häftlinge aus Bagram aufzunehmen.

## Verlegung in neuen Gefängniskomplex
Für November 2009 war die Verlegung der Gefangenen in einen auf der Basis neu errichteten Gefängniskomplex vorgesehen, der die alten Gefängnistrakte ersetzen soll. Dadurch sollen die Haftumstände für die Insassen erheblich verbessert werden. Die für 60 Millionen US-Dollar errichtete Einrichtung wurde für 600 Insassen konzipiert, wobei die Anzahl für Notfälle auf maximal 1140 festgelegt wurde.
Die neue Einrichtung, als detention facility in Parwan nach der dortigen Provinz Parwan bezeichnet, verfügt über Unterrichtsräume, Werkstätten für Berufsausbildung und über eine eigene medizinische Versorgung. Sie befindet sich am nordöstlichen Rand der Militärbasis und könnte unabhängig von ihr durch afghanische Behörden – an welche eine spätere Übergabe des Gefängnisses geplant ist – betrieben werden.
Am 15. November 2009 besichtigten Journalisten und Menschenrechtsorganisationen die noch leerstehende Einrichtung, was bei den alten Gefängnistrakten niemals möglich war, da sie generell von der Öffentlichkeit völlig abgeschottet wurden.

## Namensliste veröffentlicht
Die US-amerikanische Bürgerrechtsvereinigung ACLU erzwang auf Grundlage des Freedom of Information Act die Herausgabe von Daten der Gefangenen und erhielt im Januar 2010 eine Liste mit 645 Namen, nicht jedoch deren Nationalität, und auch nicht Ort und Zeit der Gefangennahme.

## Deutscher Insasse
Ahmad Sidiqi (* 1974) hatte 2001 die deutsche Staatsbürgerschaft erhalten; 2009 war er mit einer Gruppe nach Wasiristan gereist und hatte sich in Terrorlagern ausbilden lassen. Amerikanische Spezialkräfte nahmen ihn im Juli 2010 in Kabul fest. Im Gefängnis von Bagram kooperierte er mit den Ermittlern. Auf Betreiben von Außenminister Westerwelle überstellten die Amerikaner Sidiqi im April 2011 zurück nach Deutschland. Das Oberlandesgericht Koblenz verurteilte ihn im Mai 2012 zu sechs Jahren Haft, rechnete ihm allerdings die Zeit in Afghanistan darauf an.

## Übergabe an Afghanistan
Am 9. März 2012 teilte die ISAF mit, dass das Militärgefängnis Bagram in den nächsten sechs Monaten unter die Kontrolle der afghanischen Regierung gestellt werde. Der diesbezügliche Vertrag wurde von US-General John R. Allen und dem afghanischen Verteidigungsminister Abdul Rahim Wardak unterzeichnet.
Am 10. September 2012 erfolgte die offizielle Übergabe von 3000 Gefangenen an die afghanischen Behörden. Unstimmigkeiten gab es jedoch hinsichtlich der Behandlung von rund 50 ausländischen Extremisten, welche die USA als sehr gefährlich einstuften. Die USA befürchteten, dass diese Häftlinge schnell auf freien Fuß gelangen könnten. Die Gefangenen wurden vom Abkommen ausgenommen und verblieben in Bagram, was die afghanischen Behörden erzürnte. Sie sprachen von einer „Verletzung der Souveränität“ Afghanistans und nannten die USA offen eine „Besatzungsmacht“. Nach wochenlangen Verhandlungen wurden die letzten Gefangenen am 25. März 2013 an Afghanistan übergeben.